# Campeonato Africano de Atletismo de 2010 - Lançamento de dardo feminino
A prova do lançamento de dardo feminino do Campeonato Africano de Atletismo de 2010 foi disputada no dia 31 de julho de 2010 em Nairóbi, no Quênia. 

## Recordes
Antes desta competição, os recordes mundiais e do campeonato nesta prova eram os seguintes:
|                       | Nome              | Nacionalidade | Distância | Local     | Data                   |
| --------------------- | ----------------- | ------------- | --------- | --------- | ---------------------- |
| Recorde mundial       | Barbora Špotáková | Chéquia       | 72m 28cm  | Estugarda | 13 de setembro de 2008 |
| Recorde do campeonato | Justine Robbeson  | África do Sul | 60m 60cm  | Bambous   | 12 de agosto de 2006   |
| Recorde africano      | Sunette Viljoen   | África do Sul | 65m 43cm  | Belgrado  | 7 de julho de 2009     |

Os seguintes recordes foram estabelecidos durante esta competição:
| Data        | Evento | Atleta          | Nacionalidade | Distância | Notas                 |
| ----------- | ------ | --------------- | ------------- | --------- | --------------------- |
| 31 de julho | Final  | Sunette Viljoen | África do Sul | 63m 33cm  | Recorde do campeonato |

## Medalhistas
| Ouro                  | Prata                  | Bronze                         |
| Sunette Viljoen (RSA) | Justine Robbeson (RSA) | Hanaa Ramada Omar Hassan (EGY) |

## Cronograma
Todos os horários são locais (UTC+3).
| Data        | Hora  | Evento |
| ----------- | ----- | ------ |
| 31 de julho | 17:15 | Final  |

## Resultado final
| Posição           | Atleta                   | Nacionalidade   | #1    | #2    | #3    | #4    | #5    | #6    | Resultados | Notas                 |
| ----------------- | ------------------------ | --------------- | ----- | ----- | ----- | ----- | ----- | ----- | ---------- | --------------------- |
| Medalha de ouro   | Sunette Viljoen          | África do Sul   | X     | 63.33 | 60.46 | 58.33 | 61.43 | X     | 63.33      | Recorde do campeonato |
| Medalha de prata  | Justine Robbeson         | África do Sul   | 58.21 | 57.85 | 58.79 | 60.24 | 56.91 | 54.15 | 60.24      |                       |
| Medalha de bronze | Hanaa Ramada Omar Hassan | Egito           | 51.10 | 51.26 | 52.49 | 55.14 | 54.03 | 51.37 | 55.14      |                       |
| 4                 | Lindy Leveau-Agricole    | Seicheles       | 50.67 | X     | 46.51 | 45.03 | 52.01 | 52.42 | 52.42      |                       |
| 5                 | Annet Kabasindi          | Uganda          | 44.18 | 45.33 | 48.56 | 44.27 | 47.80 | 50.84 | 50.84      |                       |
| 6                 | Viola Chebet             | Quênia          | 48.06 | 48.56 | 48.01 | 49.47 | X     | –     | 49.47      | Recorde da temporada  |
| 7                 | Bernadette Ravina        | Ilhas Maurícias | 45.14 | 45.64 | 46.59 | 46.04 | 46.22 | 45.03 | 46.59      |                       |
| 8                 | Lucy Okumu Aber          | Uganda          | 46.51 | X     | 45.52 | 44.97 | 44.50 | 43.01 | 46.51      |                       |
| 9                 | Miriam Mukulama          | Zâmbia          | 43.69 | 39.70 | 43.65 |       |       |       | 43.69      |                       |
| 10                | Jessika Rosun            | Ilhas Maurícias | 41.42 | 43.41 | 41.64 |       |       |       | 43.41      |                       |
| 11                | Priscilla Isiao          | Quênia          | 39.59 | 41.13 | 36.91 |       |       |       | 41.13      |                       |
| 12                | Cicilia Kiplagat         | Quênia          | 36.99 | 39.44 | 39.23 |       |       |       | 39.44      |                       |
| 13                | Tadelech Regasa          | Etiópia         | 38.52 | X     | 38.45 |       |       |       | 38.52      |                       |
| 14                | Mwanaidi Ali             | Tanzânia        | 37.34 | 36.38 | 37.66 |       |       |       | 37.66      |                       |

Legenda
| Recorde mundial       | Recorde mundial (World record)               |                       | Recorde africano                      | Recorde africano (African) |                                           | Q | Classificado por posição (Qualified) |
| Recorde do campeonato | Recorde do campeonato (Championship record)  | Recorde da América    | Recorde da América (Americas)         | q                          | Classificado por melhor tempo (Qualified) |   |                                      |
| Melhor marca do ano   | Melhor marca do ano (World leading)          | Recorde asiático      | Recorde asiático (Asian)              | DNS                        | Não largou (Did not start)                |   |                                      |
| Recorde nacional      | Recorde nacional (National record)           | Recorde europeu       | Recorde europeu (European)            | DNF                        | Não terminou (Did not finish)             |   |                                      |
| Recorde pessoal       | Recorde pessoal do atleta (Personal best)    | Recorde da Oceania    | Recorde da Oceania (Oceania)          | DSQ / DQ                   | Desclassificado (Disqualified)            |   |                                      |
| Recorde da temporada  | Recorde da temporada do atleta (Season best) | Recorde sul-americano | Recorde sul-americano (South America) | NM                         | Sem marca (No mark)                       |   |                                      |